# Rue Saint-Martin
La rue Saint-Martin è una via situata tra il 3° e il 4º arrondissement di Parigi.
Il suo nome deriva da quello dell'antico priorato di Saint-Martin-des-Champs, dove oggi si trova il Conservatoire national des arts et métiers (CNAM).
La rue Saint-Martin viene continuata verso nord (oltre la porte Saint-Martin) da rue du Faubourg-Saint-Martin.